# Traité numéro 9

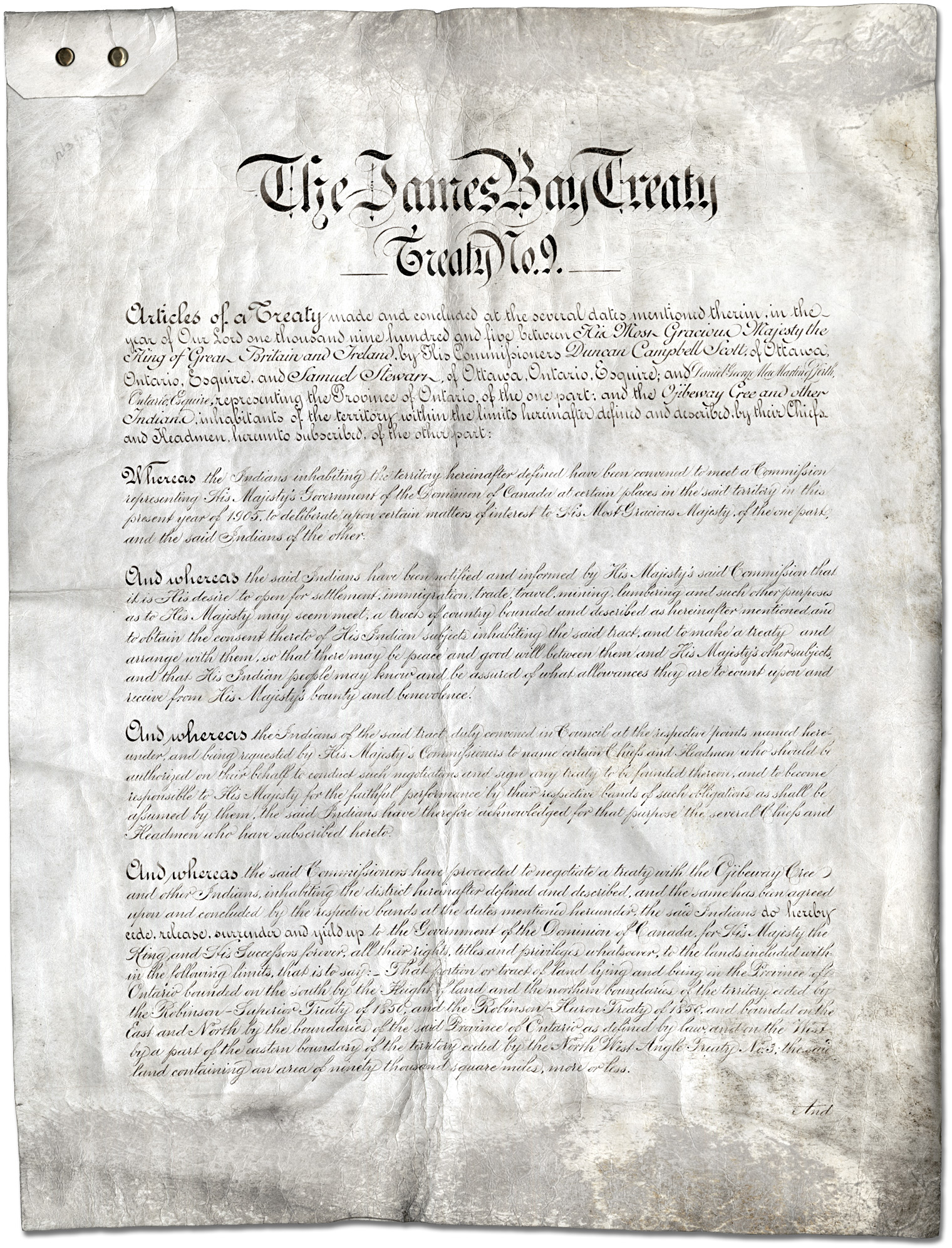
Le Traité 9

Le Traité 9 est un traité signé, en juillet 1905, entre le gouvernement du Canada, au nom du roi Édouard VII, et plusieurs Premières Nations dans le Nord de l'Ontario au Canada. Une Première Nation de la région de l'Abitibi au Québec est également incluse dans ce traité. Ce traité est connu sous le nom de « Traité de la baie James » puisque l'extrémité orientale du territoire concernée correspond à la rive de la baie James. D'autres Premières Nations ont signé et adhéré à ce traité en 1906, en 1929 et en 1930.

## Chronologie
- 29 juin 1905 : Duncan Campbell Scott (en) et Samuel Stewart sont nommés commissionnaires du traité par le gouvernement du Canada. Daniel G. MacMartin (en) est nommé par le gouvernement de l'Ontario.
- 12 juillet 1905 : signature de la Première Nation d'Osnaburgh
- 19 juillet 1905 : signature de la Première Nation de Fort Hope
- 25 juillet 1905 : signature de la Première Nation de Marten Falls
- 3 août 1905 : signature de la Première Nation de Fort Albany
- 9 août 1905 : signature de la Première Nation de Moose Factory
- 21 août 1905 : signature de la Première Nation de New Post (en)
- 7 juin 1906 : signature de la Première Nation d'Abitibi
- 20 juin 1906 : signature de la Première Nation Matachewan
- 7 juillet 1906 : signature de la Première Nation de Mattagami (en)
- 16 juillet 1906 : signature de la Première Nation de Flying Post
- 19 juillet 1906 : signature de la Première Nation de Fort Hope
- 25 juillet 1906 : signature de la Première Nation de New Brunswick House
- 9 août 1906 : signature de la Première Nation de Long Lake (en)
- 5 juillet 1929 : signature de la Première Nation de Big Trout Lake
- 18 juillet 1930 : signature de la Première Nation de Windigo River
- 25 juillet 1930 : signature de la Première Nation de Fort Severn
- 28 juillet 1930 : signature de la Première Nation de Winisk (en)

## Dispute
En 2011, les journaux de Daniel G. MacMartin (en), un commissionnaire du traité nommé par le gouvernement de l'Ontario en 1905, ont été retrouvés dans les archives de l'Université Queen's à Kingston en Ontario. L'avocat Murray Klippenstein revendiqua que les promesses faites de façon orale par Daniel MacMartin rapportées dans ses journaux contredisent certaines promesses écrites du traité et soutiennent les réclamations des aînés des Premières Nations. Ces réclamations appuient les revendications des Premières Nations qui disent avoir été mal informées lors de la signature du traité.

## Liste des Premières Nations du Traité 9
- Première Nation d'Abitibiwinni (au Québec)
- Première Nation de Fort Albany
- Première Nation d'Aroland
- Première Nation d'Attawapiskat
- Première Nation de Bearskin Lake (en)
- Première Nation de Brunswick House (en)
- Première Nation de Cat Lake
- Première Nation crie de Chapleau (en)
- Première Nation ojibwée de Chapleau (en)
- Première Nation de Constance Lake
- Première Nation d'Eabametoong
- Première Nation de Flying Post (en)
- Première Nation de Fort Severn
- Première Nation de Ginoogaming (en)
- Première Nation de Kasabonika Lake (en)
- Première Nation de Keewaywin
- Première Nation de Kingfisher (en)
- Première Nation de Kitchenuhmaykoosib Inninuwug
- Première Nation Matachewan
- Première Nation de Mishkeegogamang
- Première Nation crie de Missanabie (en)
- Première Nation de Neskantaga
- Première Nation de Nibinamik
- Première Nation de Mattagami (en)
- Première Nation de Muskrat Dam Lake
- Première Nation de Marten Falls
- Première Nation de McDowell Lake
- Première Nation crie de Moose
- Première Nation de North Caribou Lake (en)
- Première Nation de Sachigo Lake (en)
- Première Nation de Slate Falls (en)
- Première Nation de Taykwa Tagamou (en)
- Première Nation de Wahgoshig
- Première Nation de Wapekeka (en)
- Première Nation de Wawakapewin (en)
- Première Nation de Webequie
- Première Nation de Weenusk (en)
- Première Nation de Wunnumin Lake (en)

## Annexe